# Покажи і розкажи
"Покажи та розкажи" («Принеси предмет та поділися історією») - дидактична гра, під час якої учасники мають показати певний предмет та розповісти про нього. Зазвичай такі розповіді проводять під час ранкової зустрічі (першого ранкового заняття).  Такі заняття дуже популярні у США, Канаді,  Австралії.  Вони проводяться, як і у початковій школі, так і у дошкільних закладах (дитячих садках). Для такої діяльності можна виокремити й інший часовий проміжок (виховний урок, тривала перерва).  Кількість дітей, які розповідають про свої предмети на одному занятті може бути довільна, а саме заняття – добровільне.   Хоча форма та зміст самого заняття мають заохочувати усіх до виступу.  Деякі садки (школи) практикують проводити лише один-кілька разів в тиждень діяльність «Покажи та розкажи».

## Основні правила
Дитина приносить певний предмет: це може бути улюблена іграшка, предмет, який слід було принести для вивчення теми, подарунок, тощо.   На окремому занятті дитина має певну кількість часу протягом якого пояснює групі дітей (класу), чому вона вибрали цей конкретний предмет, звідки він у неї  (як отримала його), розповідає про основні якості чи характеристики предменту та дає іншу відповідну інформацію або надає інформацію, яку вважає за потрібне.
Саме заняття проходить невимушено, а тому і питання для дитини не є строго впорядкованим.  Під час свого виступу дитина сама визначає, що говорити про свій предмет та яку історію про цей предмет розповісти.  

### Завдання
Щоб виступи захоплювали і надихали інших, важливо формувати ці навички з дитинства. Для цього у деяких школах і навіть садочках щоп’ятниці діти розвивають своє вміння публічних виступів і взаємодії зі слухачами. 
Представляючи в руках улюблену іграшку чи інший цікавий предмет дитина отримує досвід розповідати іншим про себе, свої уподобання.  Такий короткий виступ допомагає набувати впевненості в собі, розвивати навички мовлення.

### Правила класу
У деяких садочкових групах чи шкільних класах є обмеження щодо використання іграшок чи речей із дому.  Учителі прагнуть, щоби діти користувалися навчальним та ігровим матеріалом закладу – передовсім для того, щоби виконувати освітні завдання.  В інших випадках вчителі хочуть обмежити користування коштовними (чи крихкими чи цінними) предметами під час перебування у закладі.  Тому використовують «Покажи та розкажи» для того, щоб діти мали можливість представити свій предмет, але пізніше сховати його для збереження.

### Варіанти
«Новини у телевізорі» («Радіоновини» - виступ із мікрофоном).  Діти оголошують новини про важливі події, які відбулися нещодавно в садку (школі), вдома чи у місті.

### Довідкова інформація
«Покажи та розкажи» це практична діяльність у дитячому садку чи початковій школі, де діти мають можливість показати щось класу (групі, аудиторії дітей) та розповісти або описати  про це.  Таке групове заняття дуже популярне у початкових школах Великої Британії, Північної Америки, Нової Зеландії і Австралії.  Це зручний інструмент, щоби привчати маленьких дітей до публічних виступів та дати основні навички, які для цього необхідні. 

## Цікаві факти
Використовувати такий зворот для формулювання короткого публічного виступу почали в 1940-их рр.  Але набагато раніше у п'єсі Шекспіра, персонаж використовує ті ж самі слова, щоб зв'язати предмет з описом: 
|  | «…якщо він покаже нам свої рани й розповість про свої подвиги…» |

 - Коріолан , Акт II, Сцена 3 (Переклад Д.Павличка )